# Natação no Campeonato Europeu de Esportes Aquáticos de 2021 - 4x100 m livre feminino
A prova do revezamento 4x100 metros livre feminino da natação no Campeonato Europeu de Esportes Aquáticos de 2021 ocorreu no dia 17 de maio na Arena Danúbio, em Budapeste na Hungria.

## Calendário
| Fase          | Data       | Hora  |
| ------------- | ---------- | ----- |
| Eliminatórias | 17 de maio | 11:34 |
| Final         | 17 de maio | 19:01 |

Todos os horários estão no horário local (UTC+1)

## Recordes
Antes desta competição, os recordes eram os seguintes:
|                       | Nacionalidade | Tempo   | Local      | Data                |
| --------------------- | ------------- | ------- | ---------- | ------------------- |
| Recorde mundial       | Austrália     | 3:30.05 | Gold Coast | 5 de abril de 2018  |
| Recorde europeu       | Países Baixos | 3:31.72 | Roma       | 26 de julho de 2009 |
| Recorde do campeonato | Países Baixos | 3:33.62 | Eindhoven  | 18 de março de 2008 |

## Medalhistas
| Ouro                                                                                                | Prata | Bronze                                                                                      |
| Reino Unido · Lucy Hope · Anna Hopkin · Abbie Wood · Freya Anderson · Evelyn Davis* · Emma Russell* | Países Baixos · Ranomi Kromowidjojo · Kira Toussaint · Marrit Steenbergen · Femke Heemskerk · Kim Busch* · Robin Neumann* | França · Marie Wattel · Charlotte Bonnet · Anouchka Martin · Assia Touati · Lison Nowaczyk* |

*Atletas que competiram apenas nas eliminatórias e receberam medalhas

## Resultados

### Eliminatórias
Esses foram os resultados das eliminatórias.
| Pos. | Bateria | Raia | Nacionalidade | Nadadoras                                                                                                   | Tempo   | Notas            |
| ---- | ------- | ---- | ------------- | --- | ------- | ---------------- |
| 1    | 1       | 1    | Países Baixos | Kim Busch (54.59) Kira Toussaint (54.06) Marrit Steenbergen (53.95) Robin Neumann (55.60)                   | 3:38.20 | Q                |
| 2    | 2       | 3    | Dinamarca     | Signe Bro (54.01) Jeanette Ottesen (54.86) Emily Gantriis (55.42) Julie Kepp Jensen (54.59)                 | 3:38.88 | Q                |
| 3    | 2       | 1    | Reino Unido   | Lucy Hope (54.37) Evelyn Davis (55.09) Emma Russell (55.34) Freya Anderson (54.28)                          | 3:39.08 | Q                |
| 4    | 1       | 2    | França        | Charlotte Bonnet (53.93) Lison Nowaczyk (55.51) Assia Touati (54.74) Anouchka Martin (55.07)                | 3:39.25 | Q                |
| 5    | 1       | 3    | Eslovênia     | Neža Klančar (54.49) Katja Fain (54.77) Janja Šegel (54.61) Tjaša Pintar (55.74)                            | 3:39.61 | Q,               |
| 6    | 2       | 6    | Itália        | Chiara Tarantino (55.95) Silvia Di Pietro (54.92) Costanza Cocconcelli (55.30) Federica Pellegrini (53.74)  | 3:39.91 | Q                |
| 7    | 1       | 8    | Suécia        | Michelle Coleman (54.59) Alma Thormalm (56.35) Sophie Hansson (55.18) Louise Hansson (53.96)                | 3:40.08 | Q                |
| 8    | 1       | 4    | Hungria       | Evelyn Verrasztó (55.81) Petra Senánszky (55.09) Panna Ugrai (55.46) Fanni Gyurinovics (54.26)              | 3:40.62 | Q                |
| 9    | 1       | 6    | Polónia       | Aleksandra Polańska (56.02) Kornelia Fiedkiewicz (55.14) Dominika Kossakowska (55.51) Alicja Tchórz (54.61) | 3:41.28 |                  |
| 10   | 2       | 8    | Suíça         | Maria Ugolkova (55.53) Nina Kost (54.83) Leoni Richter (55.76) Noémi Girardet (55.52)                       | 3:41.64 |                  |
| 11   | 1       | 5    | Israel        | Andrea Murez (54.18) Anastasia Gorbenko (54.23) Daria Golovaty (56.34) Zohar Shikler (57.73)                | 3:42.48 |                  |
| 12   | 2       | 2    | Irlanda       | Mona McSharry (55.95) Danielle Hill (55.78) Victoria Catterson (56.43) Erin Riordan (56.21)                 | 3:44.37 | Recorde nacional |
| 13   | 1       | 7    | Turquia       | Selen Özbilen (56.08) Viktoriya Zeynep Güneş (56.17) Nihan Çakıcı (56.01) Ekaterina Avramova (56.48)        | 3:44.74 |                  |
| 14   | 2       | 7    | Letônia       | Ieva Maļuka (56.12) Gabriela Ņikitina (56.85) Arina Baikova (56.85) Arina Sisojeva (1:00.17)                | 3:49.99 | Recorde nacional |
| 15   | 2       | 5    | Eslováquia    | Laura Benková (58.16) Teresa Ivanová (56.83) Nikoleta Trníková (59.25) Martina Cibulková (56.54)            | 3:50.78 |                  |
| 16   | 2       | 4    | Kosovo        | Jona Macula (1:07.84) Era Budima (1:04.95) Jona Beqiri (1:04.36) Eda Zeqiri (1:05.95)                       | 4:23.10 |                  |

### Final
Esse foi o resultado da final.
| Pos.              | Raia | Nacionalidade | Nadadoras | Tempo   | Notas            |
| ----------------- | ---- | ------------- | --- | ------- | ---------------- |
| Medalha de ouro   | 3    | Reino Unido   | Lucy Hope (53.89) Anna Hopkin (53.59) Abbie Wood (53.90) Freya Anderson (52.79)                               | 3:34.17 | Recorde nacional |
| Medalha de prata  | 4    | Países Baixos | Ranomi Kromowidjojo (53.56) Kira Toussaint (54.61) Marrit Steenbergen (54.13) Femke Heemskerk (51.99)         | 3:34.29 |                  |
| Medalha de bronze | 6    | França        | Marie Wattel (53.97) Charlotte Bonnet (53.36) Anouchka Martin (54.25) Assia Touati (54.34)                    | 3:35.92 |                  |
| 4                 | 5    | Dinamarca     | Signe Bro (53.73) Jeanette Ottesen (54.89) Julie Kepp Jensen (54.63) Pernille Blume (53.56)                   | 3:36.81 | Recorde nacional |
| 5                 | 1    | Suécia        | Michelle Coleman (54.34) Sara Junevik (55.67) Sophie Hansson (54.78) Louise Hansson (53.93)                   | 3:38.72 |                  |
| 6                 | 7    | Itália        | Silvia Di Pietro (55.11) Margherita Panziera (54.88) Federica Pellegrini (53.94) Costanza Cocconcelli (55.15) | 3:39.08 |                  |
| 7                 | 2    | Eslovênia     | Neža Klančar (54.82) Katja Fain (54.81) Janja Šegel (54.68) Tjaša Pintar (55.65)                              | 3:39.96 |                  |
| 8                 | 8    | Hungria       | Fanni Gyurinovics (55.19) Panna Ugrai (55.05) Petra Senánszky (55.54) Evelyn Verrasztó (56.53)                | 3:42.31 |                  |

Legenda
| Recorde mundial       | Recorde mundial (World record)               |                       | Recorde africano                      | Recorde africano (African) |                                           | Q | Classificado por posição (Qualified) |
| Recorde do campeonato | Recorde do campeonato (Championship record)  | Recorde da América    | Recorde da América (Americas)         | q                          | Classificado por melhor tempo (Qualified) |   |                                      |
| Melhor marca do ano   | Melhor marca do ano (World leading)          | Recorde asiático      | Recorde asiático (Asian)              | DNS                        | Não largou (Did not start)                |   |                                      |
| Recorde nacional      | Recorde nacional (National record)           | Recorde europeu       | Recorde europeu (European)            | DNF                        | Não terminou (Did not finish)             |   |                                      |
| Recorde pessoal       | Recorde pessoal do atleta (Personal best)    | Recorde da Oceania    | Recorde da Oceania (Oceania)          | DSQ / DQ                   | Desclassificado (Disqualified)            |   |                                      |
| Recorde da temporada  | Recorde da temporada do atleta (Season best) | Recorde sul-americano | Recorde sul-americano (South America) | NM                         | Sem marca (No mark)                       |   |                                      |